# کبوتر مسافر
کبوتر مسافر یا کبوتر مهاجر (نام علمی: Ectopistes migratorius) نام یک گونه منقرض‌شده از تیره کبوتر در آمریکای شمالی است. نام این کبوتر (passenger) برگرفته از واژه فرانسوی passager به معنای مسافر می‌باشد. این گونه زمانی فراوان‌ترین گونه پرنده در آمریکای شمالی یا شاید در جهان بوده‌است. این پرنده در آغاز سده بیستم به انگیزه شکار فراوان از سوی مردم دچار نابودی گشت چنان‌که حتی یک کبوتر نیز برجای نماند. در سال‌های گذشته شنیده‌های بسیاری پیرامون بازگرداندن این پرنده از روش بازسازی دی‌ان‌ای شنیده شده‌است و انگیزه دانشمندان از این کار نیز بهسازی (اصلاح) اکوسیستم یا همان زیست‌بوم برشمرده شده‌است.